# Jo van Ammers-Küller
Johanna van Ammers-Küller (Jo van Ammers-Küller; ur. 18 sierpnia 1884 w Noordeloos, zm. 23 stycznia 1966 w Bakel) – holenderska powieściopisarka. 
Autorka literatury dotyczącej problematyki kobiecej, także powieści historycznych. Jej powieści zostały przetłumaczone na wiele języków.

## Wybrane publikacje
- 1925–1932: Kobiety z rodu Coornveltów, trylogia (wydanie polskie 1933–1934)
- 1930: Pochód krzyżowy kobiet (wyd. pol. 1939)
- 1932: Jabłko i Ewa (wyd. pol. 1934)